# Élida Muniz
Élida Barbosa Muniz (Rio de Janeiro, 30 de junho de 1989) é uma estilista, figurinista, atriz e apresentadora brasileira. Após trabalhar como estilista pelas grifes Animale e Peper, se tornou figurinista do canal Esporte Interativo em 2015.

## Carreira
Em 1997 foi aprovada no teste para a telenovela A Indomada, no qual concorreu com outras trinta crianças para interpretar Vivinha, neta que a antagonista Altiva não tinha conhecimento. Em 1999 interpretou Marta em Força de um Desejo, uma menina tem seu pai assassinado e não consegue enxergar a escravidão como algo normal. Em 2000 interpretou Xereta no seriado infantil Bambuluá, apresentadora da emissora de televisão fictícia da trama, a TV Globinho, e líder da turma que produzia o conteúdo para o canal. Em 2001, com o fim do seriado, a TV Globinho foi desmembrada como um programa próprio na grade da emissora, apresentado por Élida até 2004 (em 2009, Élida voltou a apresentar o programa, durante um revezamento de duplas). Logo após o programa começou a fazer diversos trabalhos como modelo. Em 2008 esteve no elenco de Negócio da China como Bárbara. Em 2009 esteve na décima sétima temporada de Malhação, interpretando uma das antagonistas principais, Tati.
Como designer de moda trabalhou como estilista na Animale, em 2012, e na Peper, em 2013. Em 2015 se tornou figurinista do canal Esporte Interativo.

## Vida pessoal
Em 2007 ingressou no curso de publicidade na Escola Superior de Propaganda e Marketing (ESPM), o qual trancou no segundo semestre. Em 2009 interessou no curso de design de moda pelo SENAI Rio, porém teve que trancá-lo durante os trabalhos em Malhação, retornando apenas em 2011, vindo a se formar em 2013.

## Filmografia

### Televisão
| Ano     | Título              | Personagem / Cargo                         | Notas                    |
| ------- | ------------------- | ------------------------------------------ | ------------------------ |
| 1997    | A Indomada          | Elvira de Mendonça e Albuquerque (Vivinha) |                          |
| 1999    | Força de um Desejo  | Marta                                      |                          |
| 2000–01 | Bambuluá            | Xereta                                     |                          |
| 2000–04 | TV Globinho         | Apresentadora                              |                          |
| 2008    | Negócio da China    | Bárbara                                    |                          |
| 2009    | Por Toda Minha Vida | Marina                                     | Episódio: "Claudinho"    |
| 2009    | TV Globinho         | Apresentadora                              |                          |
| 2009–10 | Malhação            | Tatiana Fernandes (Tati)                   | Temporada 17             |
| 2019    | Verão 90            | Andressa                                   | Episódios: 18–20 de maio |